# 海军部造船厂
海军部造船厂（俄语：Адмиралтейские верфи）是俄罗斯现存的历史最古老，规模最大的造船厂。总部位于圣彼得堡。该船厂最大可以建造70,000吨级，最大程度250米，宽度35米的舰船。该船厂主要用于建造潜艇以及大型辅助舰船。

## 历史
海军部船厂创立于大北方战争时期的1704年，由彼得大帝下令创建，并由俄罗斯海军部管理，由此得名海军部船厂。

## 现状
二战后该厂起初生产大吨位民用商船为主，但从50年代末开始苏联全力扩充其核潜艇部队而当时造船能力不足，所以该厂也开始转产军用舰艇。在50年代末建造了苏联第一艘核动力破冰船“列宁”号。1967年该厂大批建造的“维克托”级攻击型核潜艇开始服役。在1973年至1998年期间，该船厂建造了298艘潜艇，其中包括41艘核潜艇，以及68艘特种潜艇。包括Sever-2型，Tinro-2型，bentos型，Tetis型，Osa型，Argus型和Osmotr型，以及L级潜艇，U级潜艇，X级潜艇，贝罗加级潜艇，Paltus级潜艇。近期建造的潜艇主要有为建造的基洛级潜艇和新式柴电潜艇拉达级潜艇。
目前该厂以民船为主，军船仅建造特种潜艇。海军部造船厂仍保留着先进的潜艇造船技术。该船厂是俄罗斯仅有的两个可以总装钛合金潜艇的船厂之一（另一个船厂为北德文斯克造船厂）。除此之外该船厂还建造了“执政官”型深潜器，该深潜器可以下潜6000米，工作时间10小时，通过水上遥控可以装载200千克的物体由水下浮至水面。近期该船厂声称开始建造AIP潜艇阿穆尔级（拉达级的出口型号），更引起了其他国家海军的关注。
1997年海军部船厂开始建造20000吨级民用油轮冰型货轮，该船可以同时运送4种不同的货物，同时也是目前世界上自动化级别最高的货轮之一。该船拥有双壳体结构并且可以以1.5~2节的速度破开0.5米的坚冰。海军部船厂为LUKoil石油公司建造了5艘该型船——Astrakhan号，Magas号，Kaliningrad号，Saratov号和Usinsk号，用于在北方航线上运油。
现任海军部造船厂总经理为弗拉基米尔·亚历山大罗夫（Vladimir L. Aleksandrov）。